# DAF (Automobile)

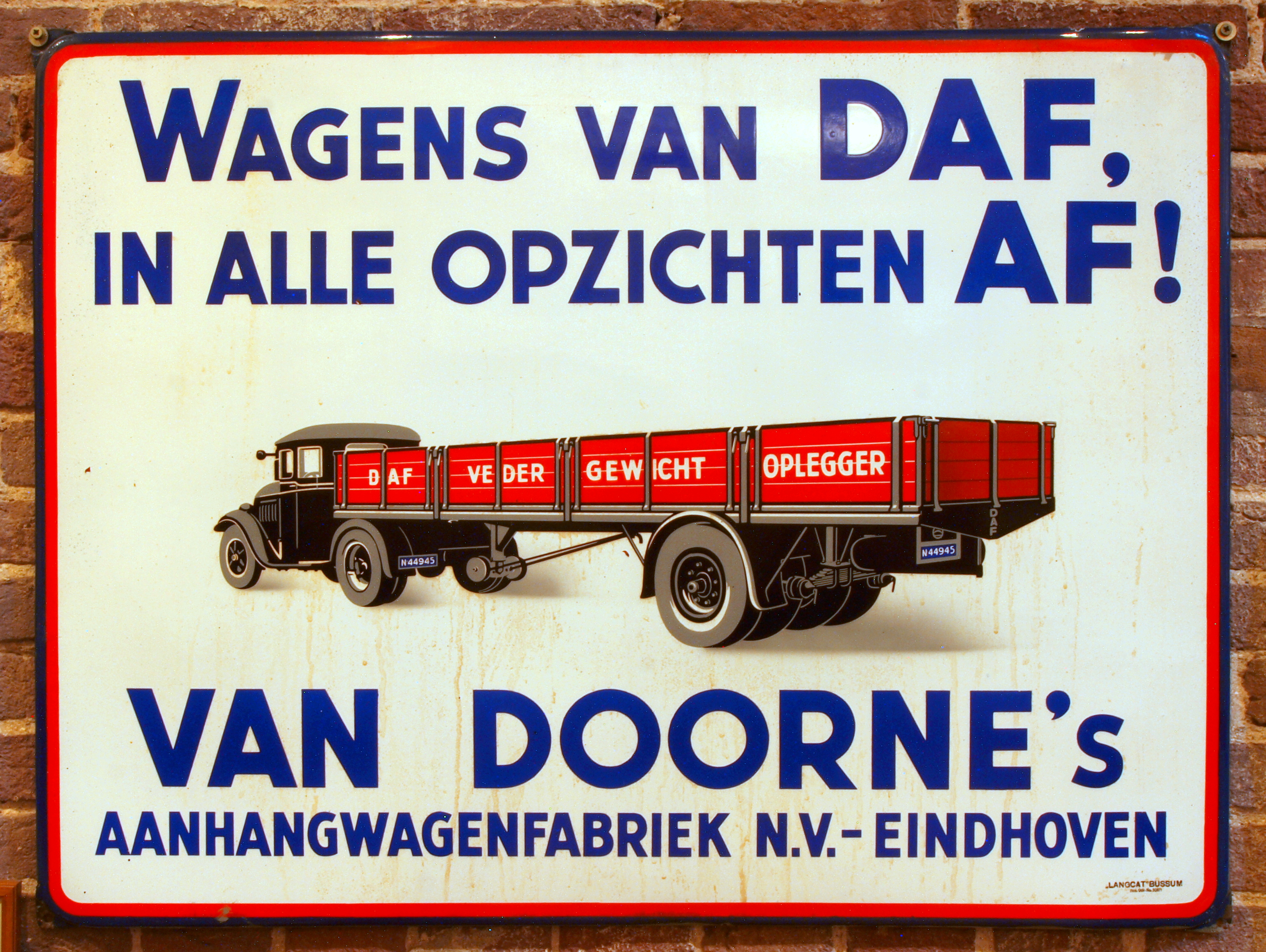
Reklametafel aus der Anfangszeit (Sattelauflieger)

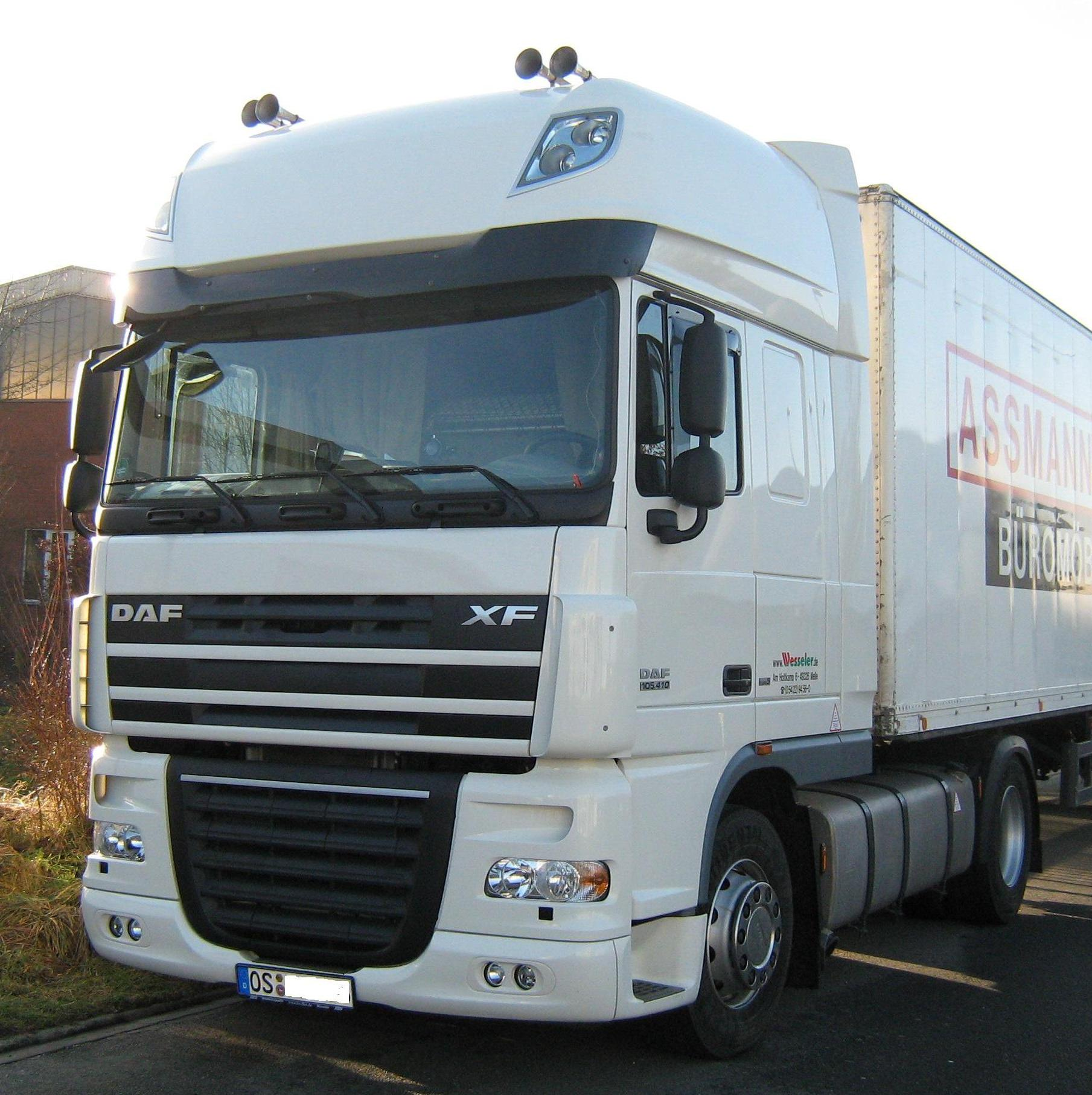
DAF XF 105

DAF (Van Doorne’s Automobiel Fabriek N.V.) ist ein niederländischer Hersteller von Lastkraftwagen. Er gehört zum US-amerikanischen Paccar-Konzern. Zwischen 1959 und 1975 wurden zudem Personenwagen hergestellt.

## Geschichte
Im Jahr 1928 gründete Hub van Doorne in Eindhoven die Hub van Doorne, Machinefabriek en Reparatieinrichting in der Rechtsform einer Kommanditgesellschaft (Commanditaire vennootschap). Zu Beginn konzentrierte sich das Unternehmen auf Schweiß- und Schmiedearbeiten für die Eindhovensche Binnenschifffahrt und Philips, aber auch Sattelzugomnibus-Sattelauflieger. Die Weltwirtschaftskrise der 1930er Jahre zwang die Gebrüder Van Doorne – inzwischen war auch Hub van Doornes jüngerer Bruder Wim van Doorne am Unternehmen beteiligt – sich nach neuen Auftragsgebieten umzusehen.
1932 wurde die Firma in Van Doorne’s Aanhangwagenfabriek N.V. (DAF) umbenannt und in eine Aktiengesellschaft (niederländisch Naamloze vennootschap N.V.) umgewandelt. Seitdem konzentrierte sich das Unternehmen ausschließlich auf die Herstellung von schwerbelastbaren Lkw-Anhängern. 1936 wurde mit dem DAF Losser einer der ersten Container-Sattelauflieger der Welt entwickelt.
Während des Zweiten Weltkrieges wurden erstmals eigene Zugfahrzeuge gebaut, nämlich schwere Artillerieschlepper für das Militär. Nach dem Krieg folgte 1948 eine Namensänderung in Van Doorne’s Automobiel Fabriek N.V.
1949 begann DAF neben der Anhängerfertigung auch mit dem Bau eigener Lastwagen, die zunächst lange Zeit mit Dieselmotoren des britischen Herstellers Leyland ausgestattet wurden. Eine Stärke der DAF-Lkw-Produktion waren die von Beginn an angebotenen Frontlenker-Fahrerhäuser, deren Form immer wieder dem Zeitgeschmack angepasst wurde: anfangs rundlich, ab den 1960er Jahren dann eckig ausgeführt. Von den 1950er Jahren bis 1972 waren auch eigene Haubenwagen im Programm.
Ab 1958 wurden mit dem DAF 600, der Daffodil-Reihe und den Modellen DAF 33 bis 66 auch Pkw (siehe unten) produziert. Die DAF-Pkw sind insbesondere durch ihr Variomatic-Getriebe bekannt geworden. Dies ist eine stufenlose Keilriemenautomatik mit Fliehkraftkupplung, die ein schaltruckfreies Fahren ermöglicht. Die Riemenscheiben sind über Fliehkraftregler sowie durch vom Motor-Ansaugrohrdruck über Steuerventile beaufschlagte Membranzylinder axial verstellbar. Vor der Automatik befand sich ein per Hand zu schaltendes Wendegetriebe, so dass die Wagen gleich schnell vorwärts wie rückwärts fahren konnten.
Der letzte von DAF entwickelte Pkw, der DAF 77, war ein Mittelklassemodell mit Variomatic, das dann als Volvo 343 auf den Markt kam und in den Niederlanden produziert wurde.
Vor dem Zweiten Weltkrieg hatte DAF in der Lkw-Produktion mit Ford zusammengearbeitet, nach dem Krieg begann DAF mit dem DAF A30 eine eigene Lkw-Produktion. Später folgten der A50 und DAF A10. Die ersten Lastwagen wurden mit britischen Leyland- und Perkins-Motoren ausgestattet.
Im Jahr 1963 brachte DAF den Typ 2600 heraus, der erste moderne Lkw, der sich grundlegend von den Vorkriegsprodukten unterschied. Die Frontlenkerfahrerkabine war ab dem Jahr 1968 nach vorne kippbar. Durch ein Baukastensystem mit einer hohen Anzahl von gleichen Bauteilen konnten verschiedene Fahrerkabinen für unterschiedliche Anforderungen hergestellt werden. Ebenfalls ab 1968 wurde ein Sechszylinder-Dieselmotor mit Direkteinspritzung verwendet, den DAF selbst entwickelt hatte.
1967 ließ DAF eine neue Automobilfabrik in Born errichten, in der ab 1967 die DAF-Personenwagen 33, 44, 55 und 66 vom Band rollten.
In den 1970er Jahren war DAF ein Teil des „Vierer-Clubs“, zu dem auch Saviem, Magirus-Deutz und Volvo gehörten.
In dieser Zeit war es für DAF ein großes Problem, qualifiziertes Personal für die Produktion zu finden. In den folgenden wirtschaftlichen Turbulenzen wurde die Pkw-Sparte Volvo übertragen. Die Lkw-Produktion wurde fortgesetzt und DAF wurde in den Verbund „International Harvester“ aufgenommen. Teil dieses Verbundes waren auch die Firmen Atkinson und Pegaso. Ausbleibende Investitionen bewegten DAF jedoch, aus diesem Zusammenschluss wieder auszutreten.
Seit 1982 übernimmt DAF den Vertrieb und den Service für Ginaf-LKW.
Eine Niederlassung in Deutschland erfolgte in Langenfeld (Rheinland) (DAF Nutzfahrzeuge Deutschland GmbH), eine weitere in Erkrath bei Düsseldorf (Deutsche DAF GmbH), eine in Österreich in Wiener Neudorf (DAF Austria).
Im Jahr 1987 übernahm DAF den britischen Hersteller Leyland. Dadurch bekam DAF plötzlich zwei „Heimmärkte“, Großbritannien und die Niederlande. Außerdem wurde durch die Fusion die Produktionskapazität erheblich erweitert. Im Jahre 1988 wurde mit großem Erfolg die Baureihe 95 eingeführt. Mit diesem Modell erreichte DAF seine erste Auszeichnung „Truck of the Year“. In den folgenden Jahren wurde diese Serie um die leichteren Baureihen 45/55 und 65/75/85 erweitert.
Nach der vollständigen Übernahme von Leyland versuchte DAF auch, den spanischen Lkw-Hersteller Pegaso zu übernehmen. Pegaso war wegen anhaltender Verluste in einer schwierigen Situation. Im Jahre 1989 machte DAF ein Übernahmeangebot. Jedoch kam es nicht zu dem Zusammenschluss. Die Iveco-Gruppe übernahm Pegaso.
DAF beabsichtigte, eine größere Rolle auf dem europäischen Nutzfahrzeugmarkt zu spielen. Daher ging das Unternehmen an die Börse.
Für den Bau leichter Lastwagen hatte DAF schon vor der Übernahme eine Zusammenarbeit mit Leyland vereinbart. Letztere stellte leichte Lkw für DAF in Lizenz her. Nach der Übernahme wurde der Leyland Sherpa zum Freight Rover weiterentwickelt, später zum DAF 200, worauf der schwerere DAF 400 folgte. Der Leyland Roadrunner wurde zunächst als DAF 800 vermarktet, aber bald in DAF 45 umbenannt. Auf dessen Grundlage wurde der DAF 55 entwickelt. Als der Lkw-Markt in schwere Turbulenzen geriet, musste DAF im Jahr 1993 Insolvenz anmelden. Das Unternehmen startete einen Neuanfang im selben Jahr unter dem Namen „DAF Trucks N.V.“ und wurde im Jahr 1996 vom amerikanischen Nutzfahrzeughersteller Paccar übernommen.
Die Abwicklung des Konkurses dauerte 19 Jahre. Das Verfahren wurde im Jahr 2012 beendet und war damit einer der längsten Konkurse in den Niederlanden. An mehr als 1.100 Gläubiger wurden insgesamt 500 Mio. Euro gezahlt, das entsprach einer Quote von 10 %.
Im Jahr 1998 wurde der Nachfolger des DAF 95, der 95 XF vorgestellt. Im Jahr 2007 wurde der XF 105 zum „Truck of the Year“ gewählt. Am 19. April 2007 lief der 750.000ste Lkw vom Band.
Im Oktober 2013 eröffnete DAF für 320 Mio. Euro ein Montagewerk in Ponta Grossa, Brasilien. Hier werden Lkw für den südamerikanischen Markt gebaut.
Im Juli 2016 wurde DAF zusammen mit vier anderen europäischen Lkw-Herstellern wegen verbotener Preisabsprachen mit einem Bußgeld von 2,93 Milliarden Euro belegt. Der Anteil von DAF betrug 752 Millionen Euro.
Produktionsstandorte:
- Eindhoven (Niederlande)
- Westerlo (Belgien)
- Leyland (Vereinigtes Königreich)
- Ponta Grossa (Brasilien)

## Produktionszahlen DAF Lastwagen
|                                | Jahr | 1968  | 1969 | 1970   | 1971   | 1972   | 1973   | 1974   | 1975  | 1976   | 1977   |
| ------------------------------ | ---- | ----- | ---- | ------ | ------ | ------ | ------ | ------ | ----- | ------ | ------ |
| Lastwagen alle Gewichtsklassen |      | 7.900 |      | 11.365 | 11.990 | 11.550 | 11.990 | 11.689 | 9.769 | 10.877 | 10.900 |
| Lastwagen über 3 t             |      | 5.057 |      | 6.995  | 8.136  | 10.050 | 7.400  |        |       |        |        |
| Lastwagen über 6 t             |      |       |      |        |        |        | 8.136  | 10.294 | 9.139 | 10.877 | 10.900 |
| Lastwagen über 15 t            |      |       |      |        | 3.577  |        |        |        |       | 5.800  |        |

Quelle:
Produktionsjubiläen:
|         | Jahr | 1949  | 1950 | 1955   | 1964   | 1984    | 1999    | 2007    | 2015      |
| ------- | ---- | ----- | ---- | ------ | ------ | ------- | ------- | ------- | --------- |
| DAF LKW |      | Nr. 1 | 150  | 10.000 | 50.000 | 250.000 | 500.000 | 750.000 | 1.000.000 |

## Lkw-Modelle
Wie auch andere Nutzfahrzeughersteller hat auch DAF seine Modelle in Baureihen eingeteilt.
| Klasse            | Baureihe         |
| ----------------- | ---------------- |
| leichte Lkw       | LF               |
| mittelschwere Lkw | CF               |
| schwere Lkw       | XF, XF+, XG, XG+ |

### Bilder

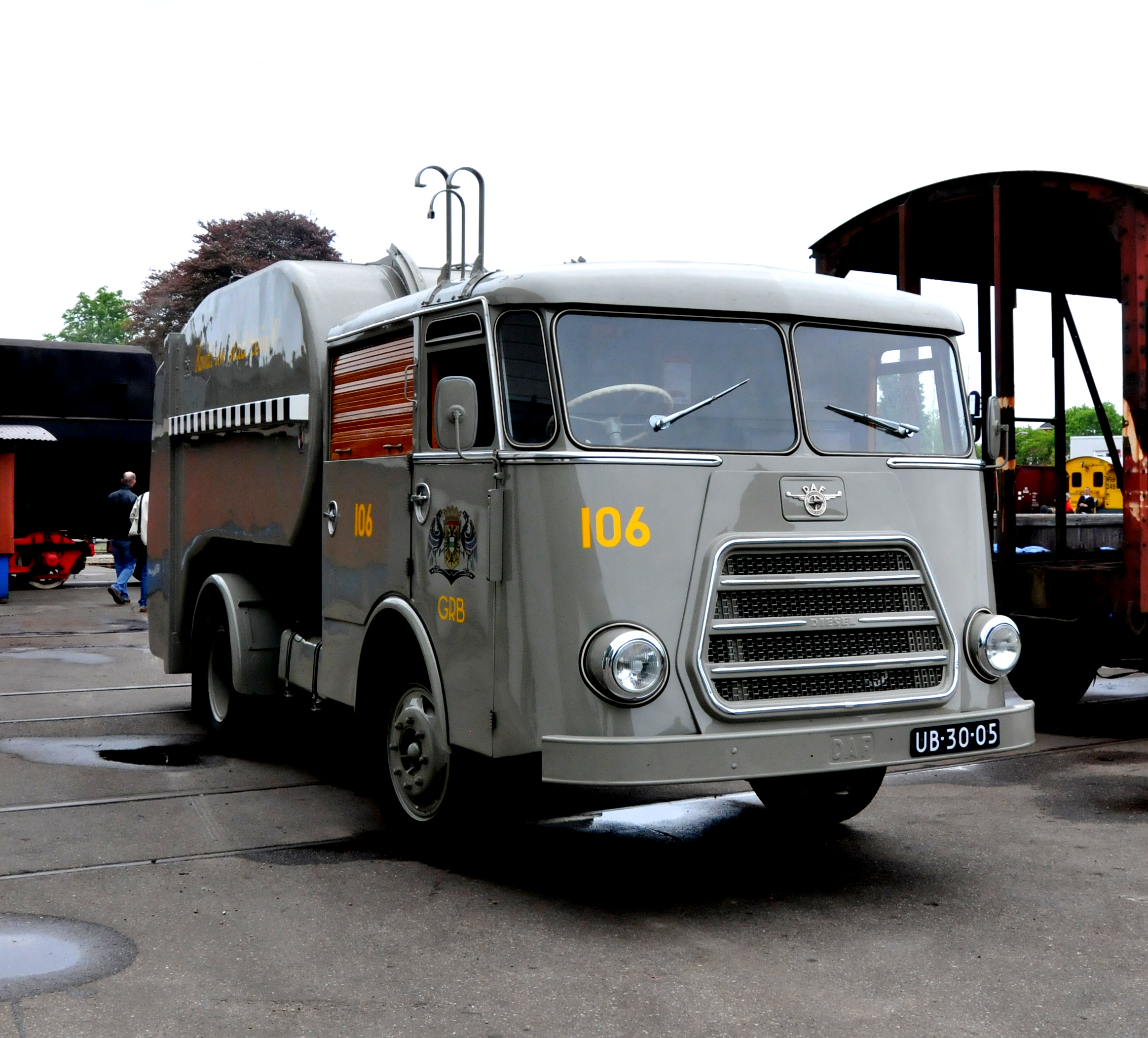
DAF type G1300DA325
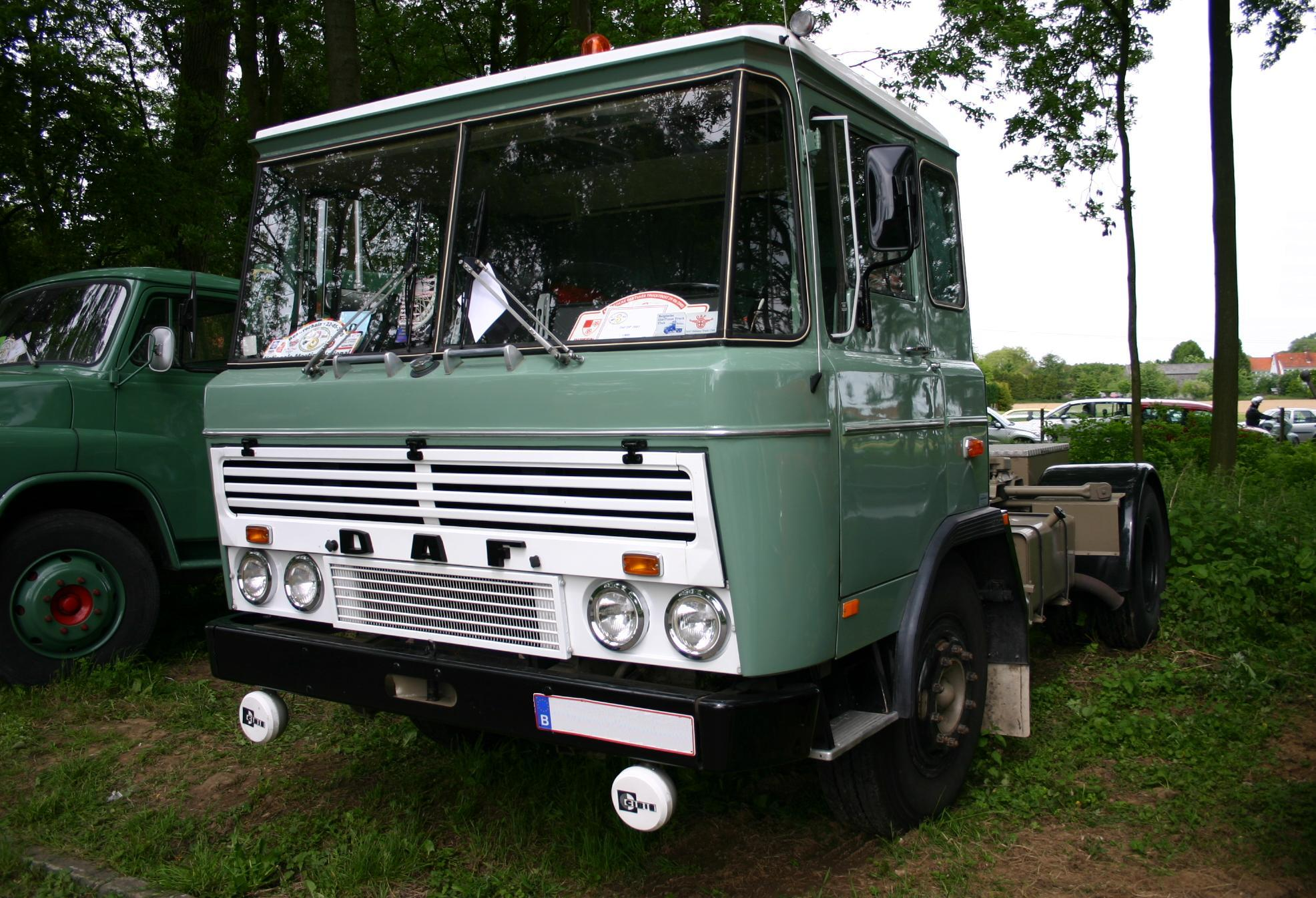
DAF 2600
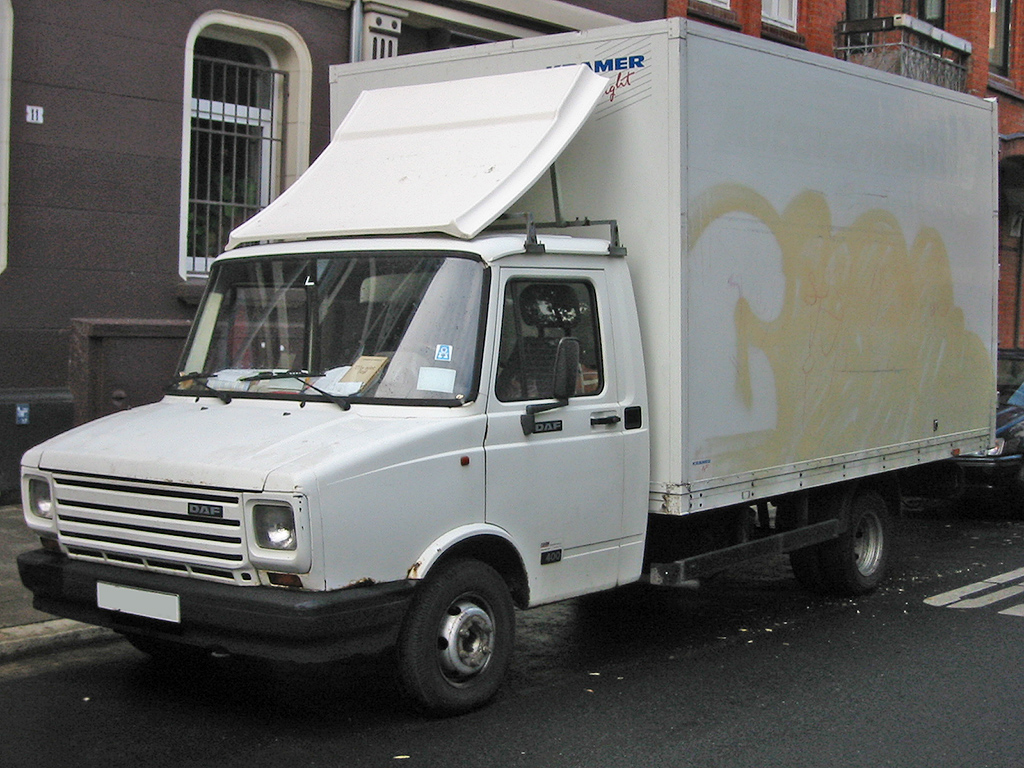
DAF 400
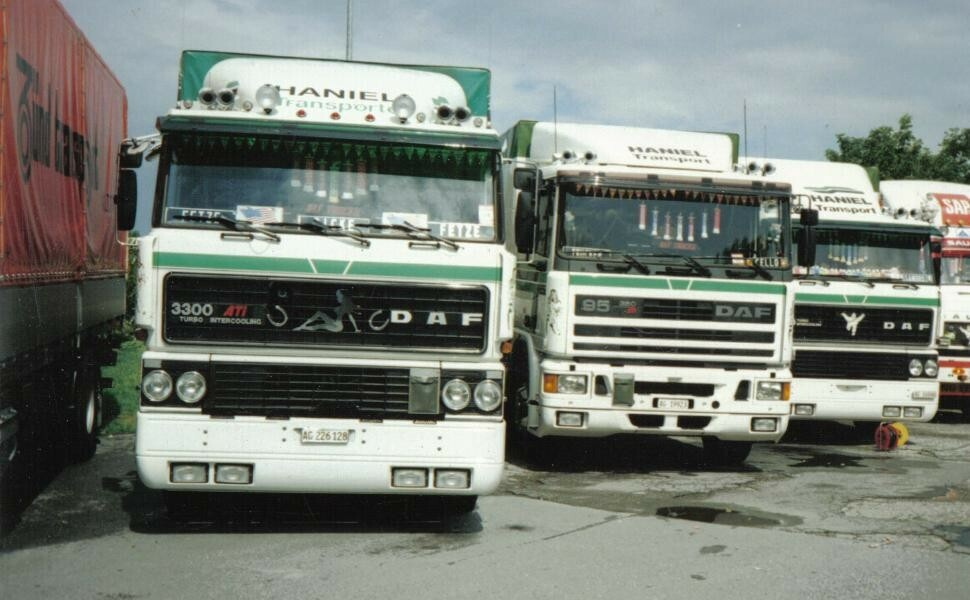
DAF 3300 und DAF 95
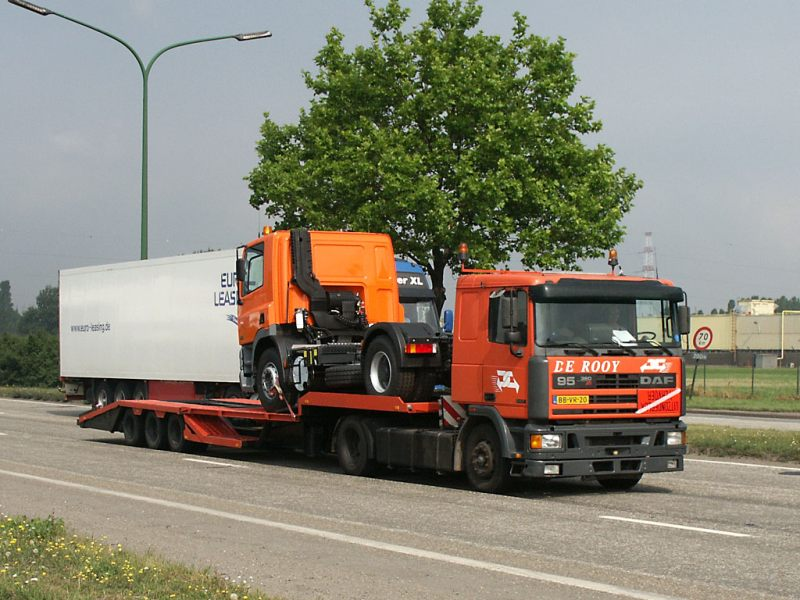
DAF 95
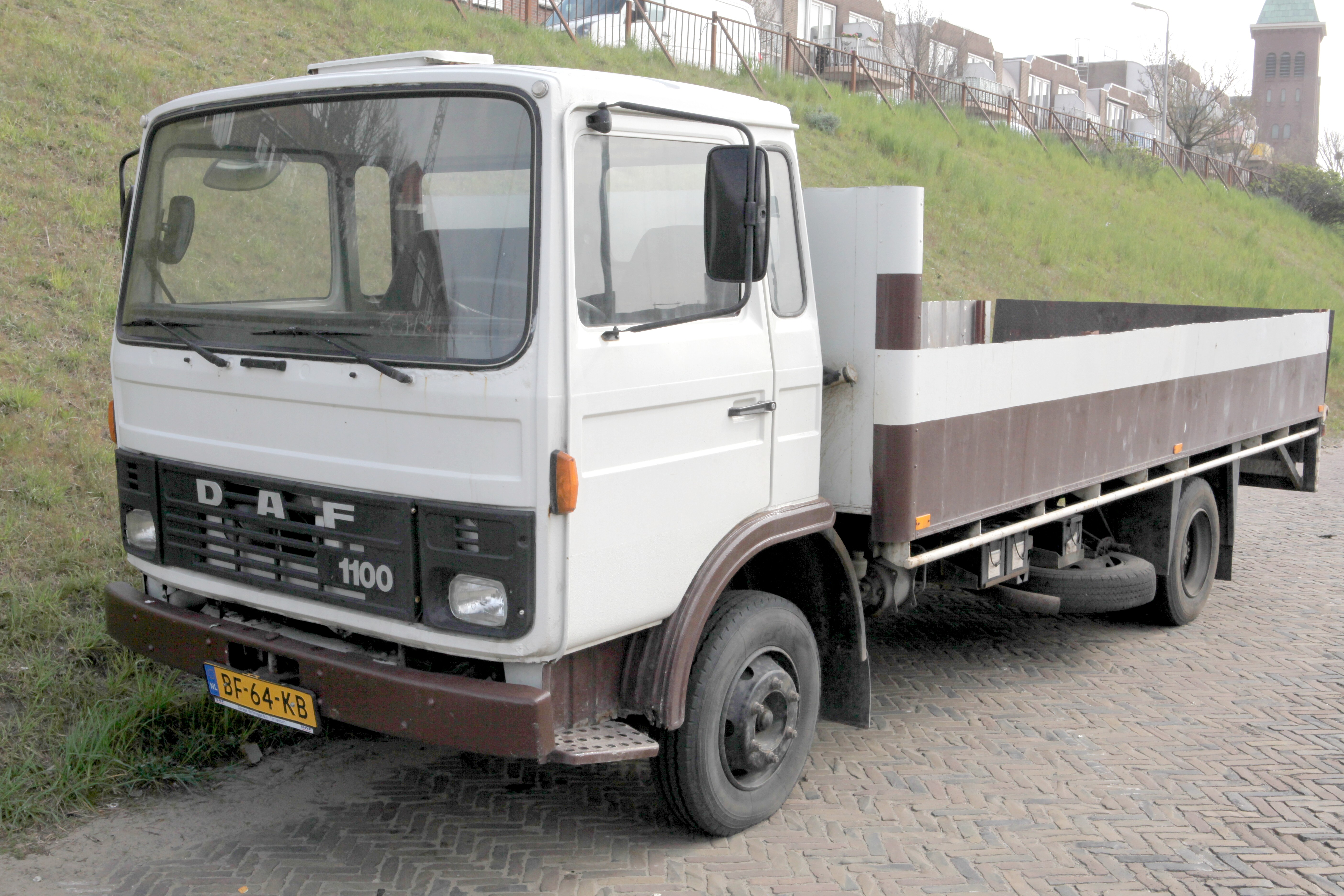
DAF 1100 mit „Viererclub“-Führerhaus
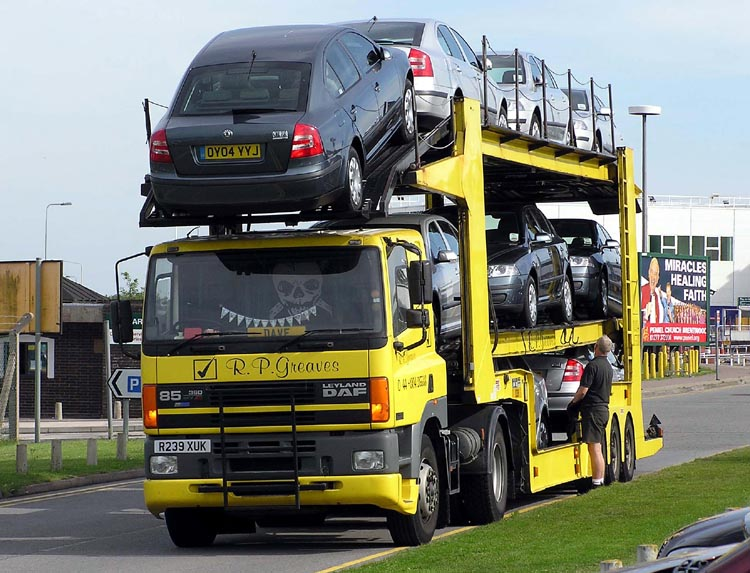
Leyland-DAF 85 (Rechtslenker-Version)
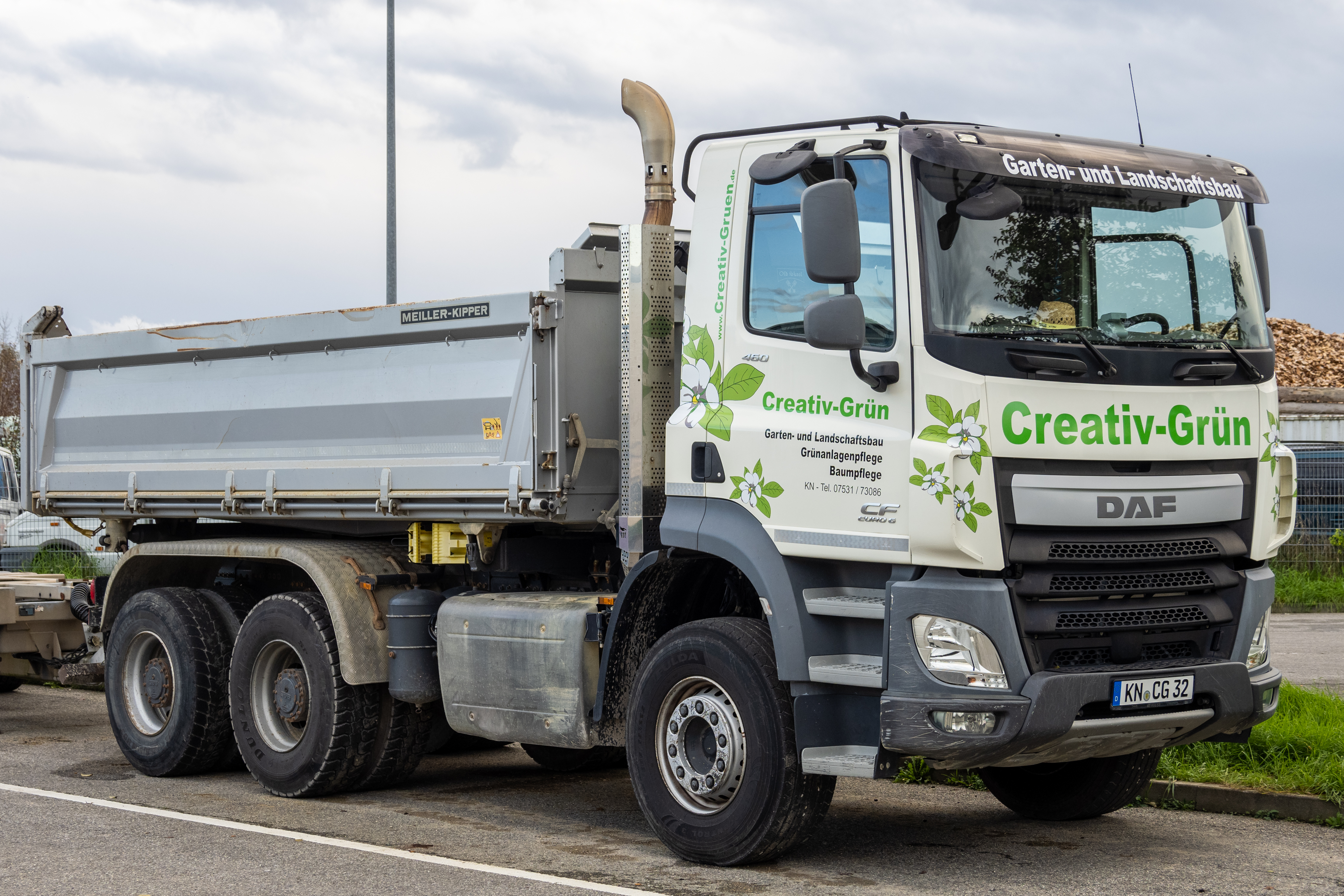
DAF CF 460
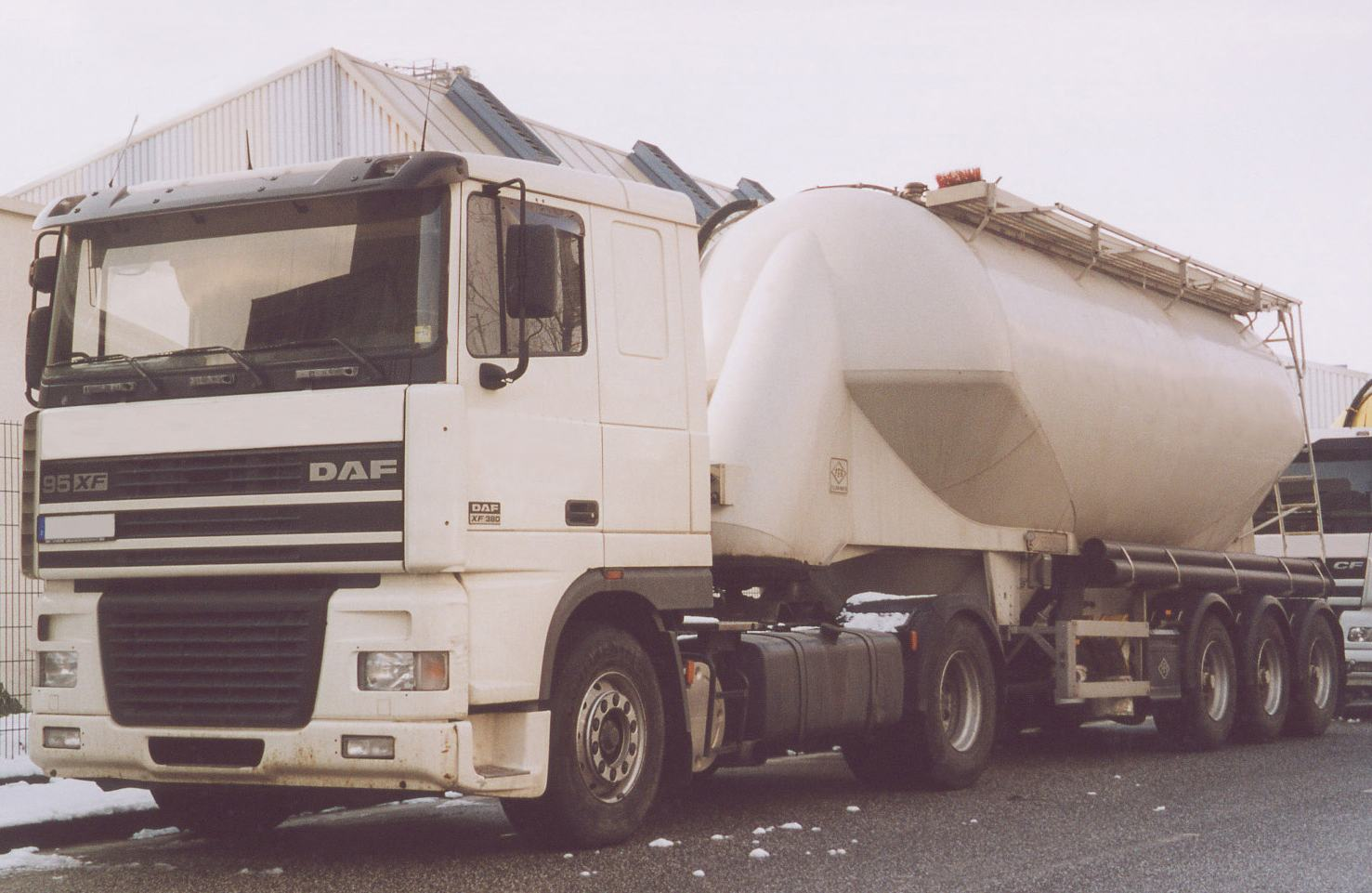
DAF 95XF
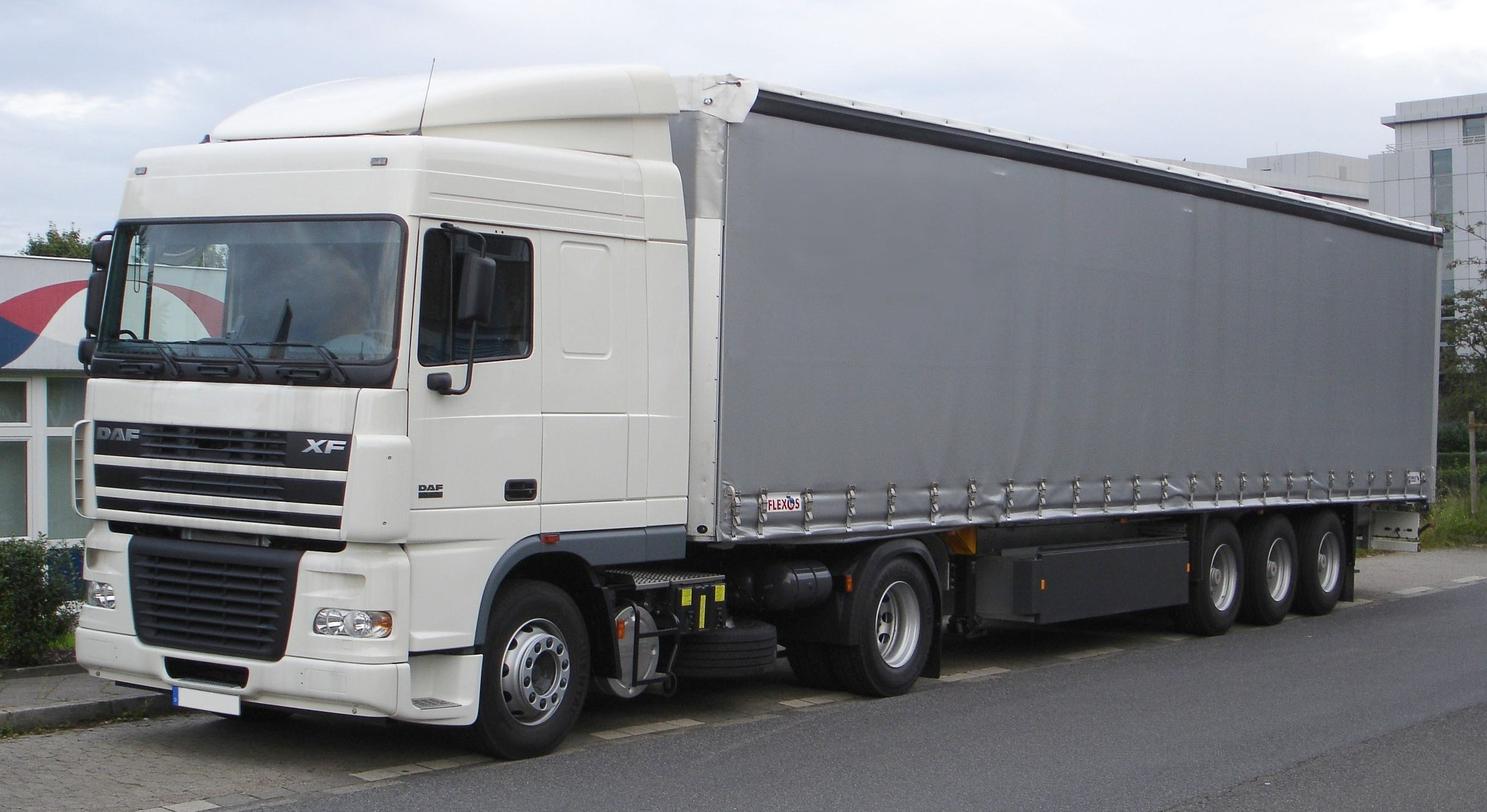
DAF XF105
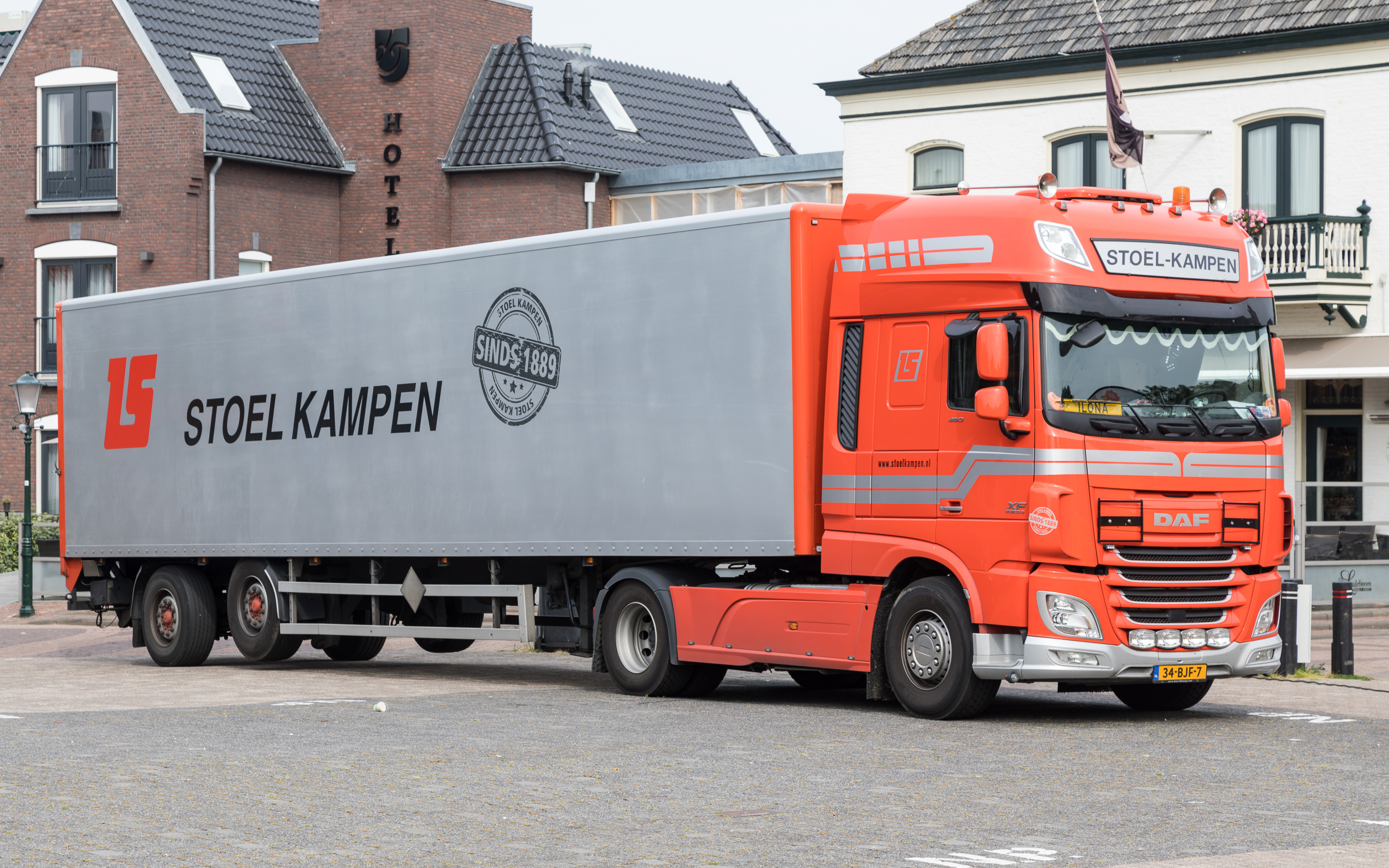
DAF XF 460 Euro6
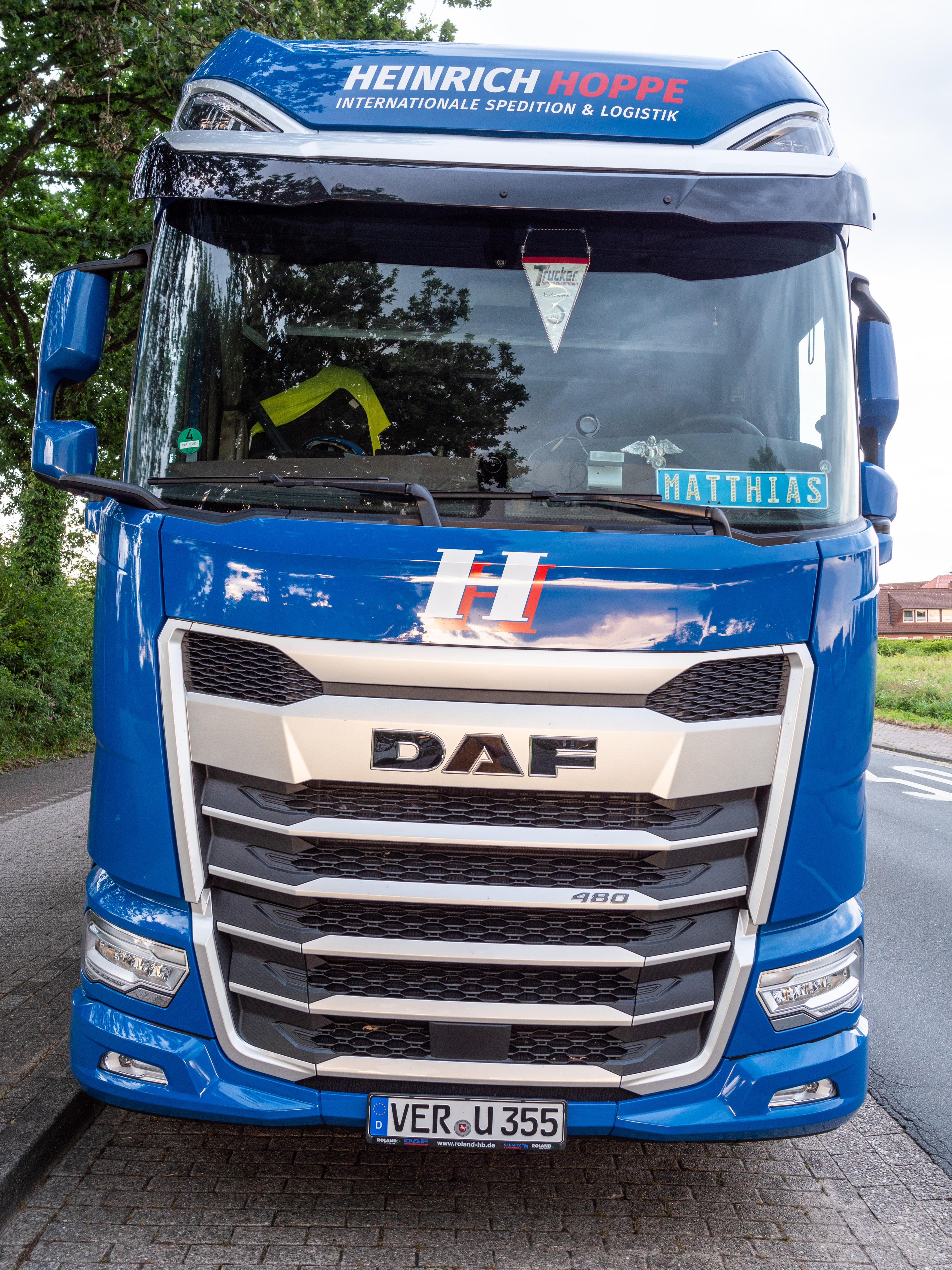
DAF XF 480 (2021)

### Auswahl
| Bauzeit   | Auswahl               |
| --------- | --------------------- |
| 1962–1974 | - DAF 2600            |
| 1973–1986 | - DAF 2300 - DAF 3300 |
| 1987–1996 | - DAF 95              |
| 1997–2002 | - DAF 95XF            |
| 2002–2006 | - DAF XF95            |
| seit 2006 | - DAF XF105           |
| seit 2012 | - DAF XF              |
| seit 2015 | - DAF New XF          |

## Pkw-Modelle

### Bilder

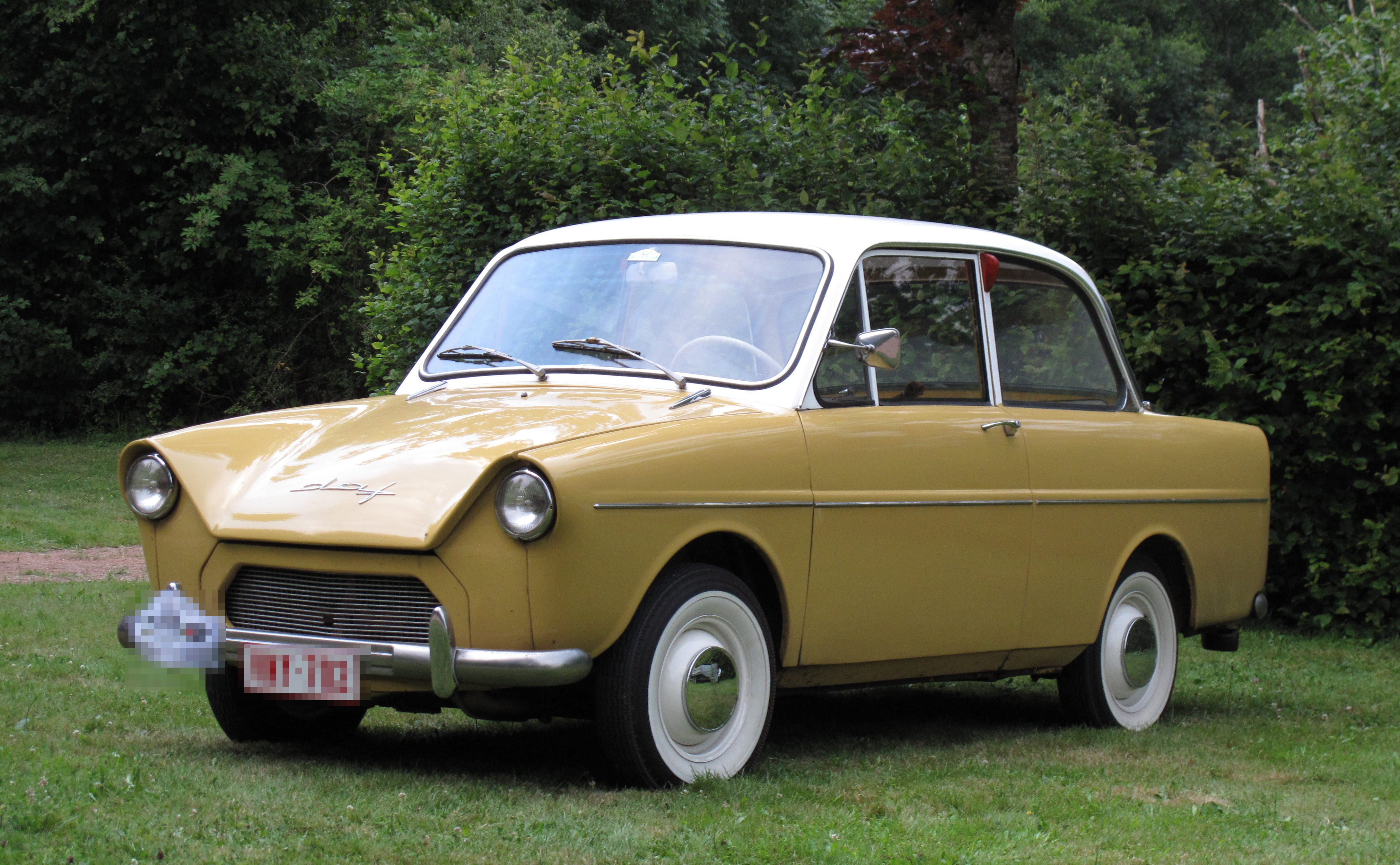
DAF 600
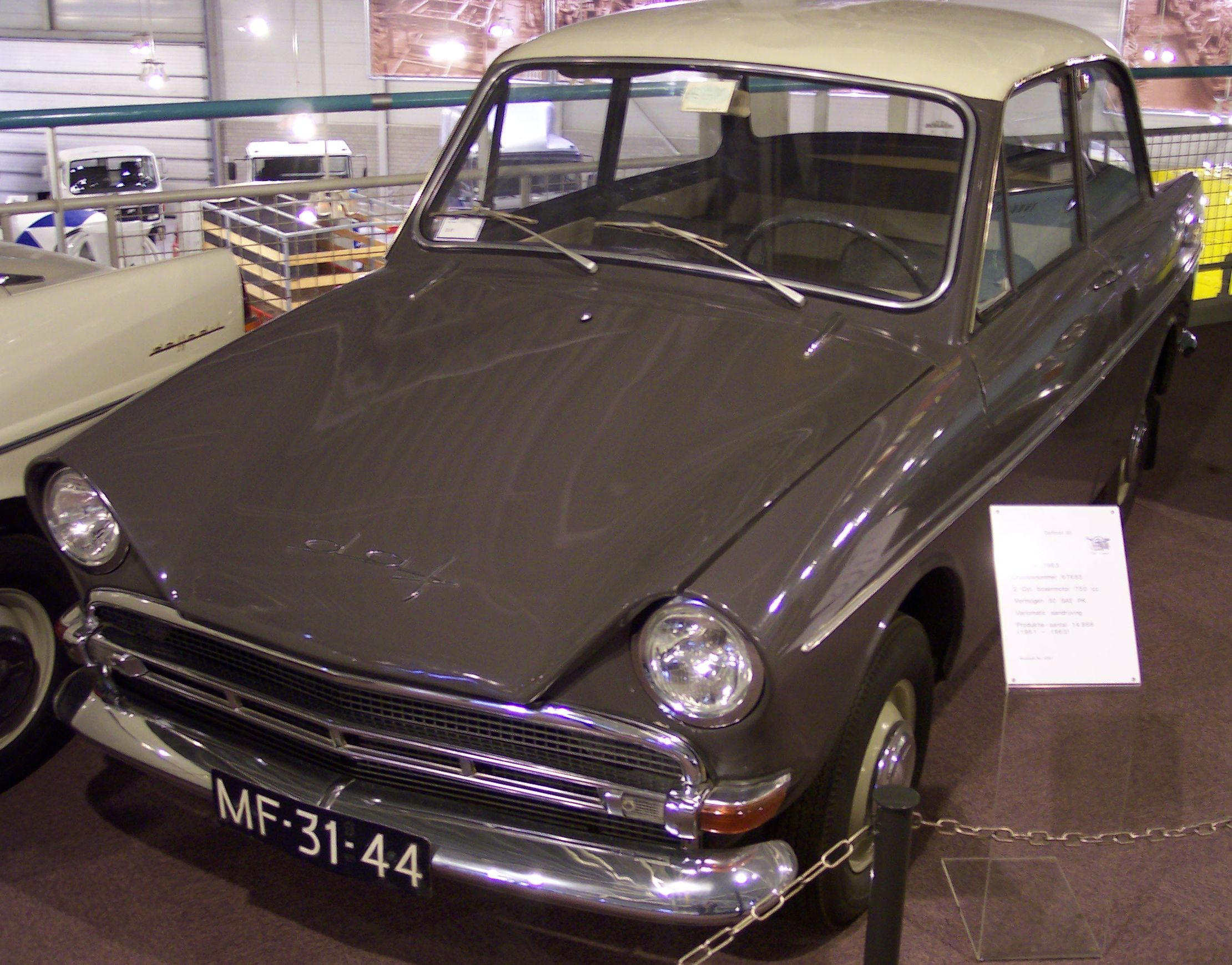
DAF 30
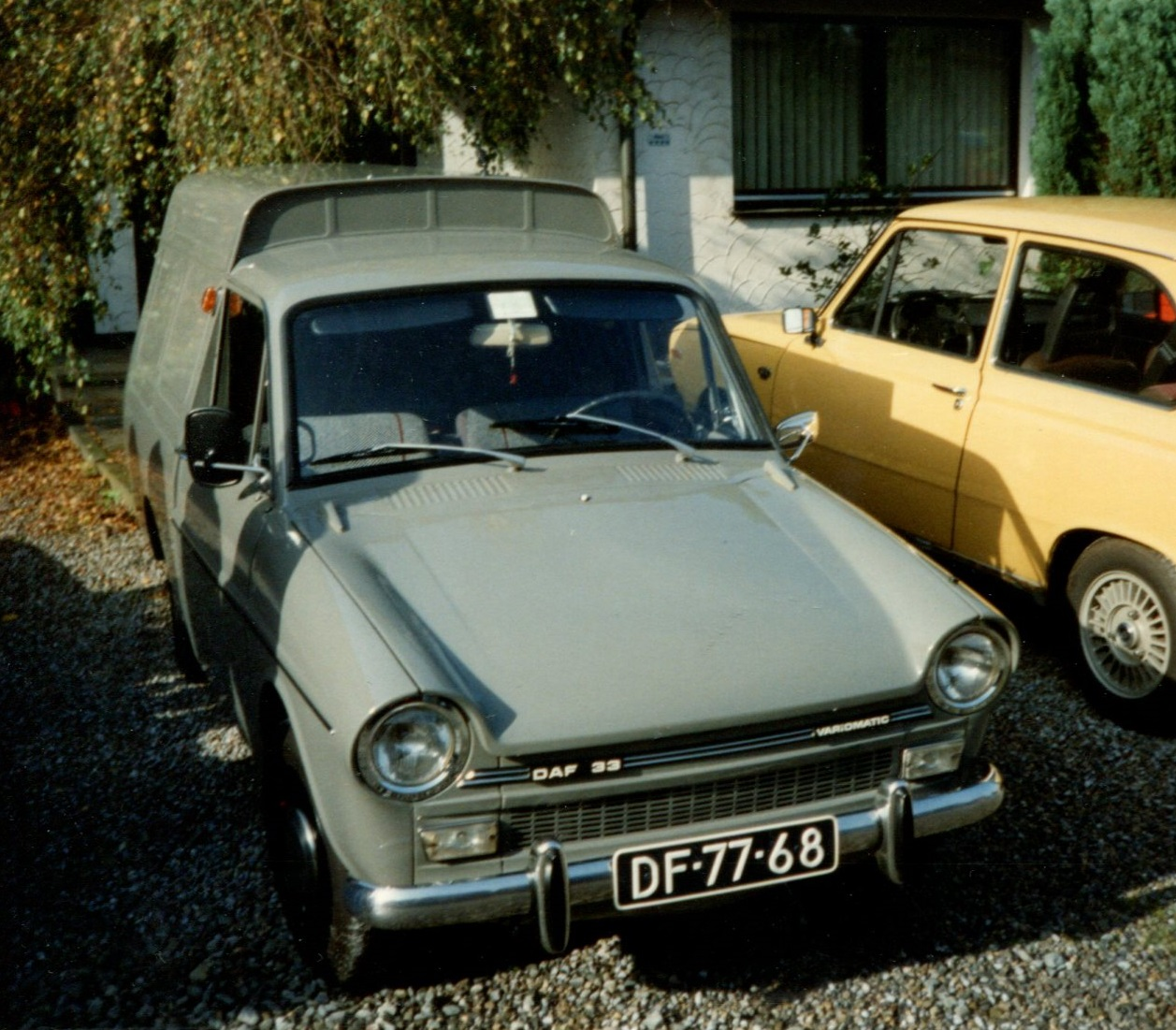
DAF 33 Break
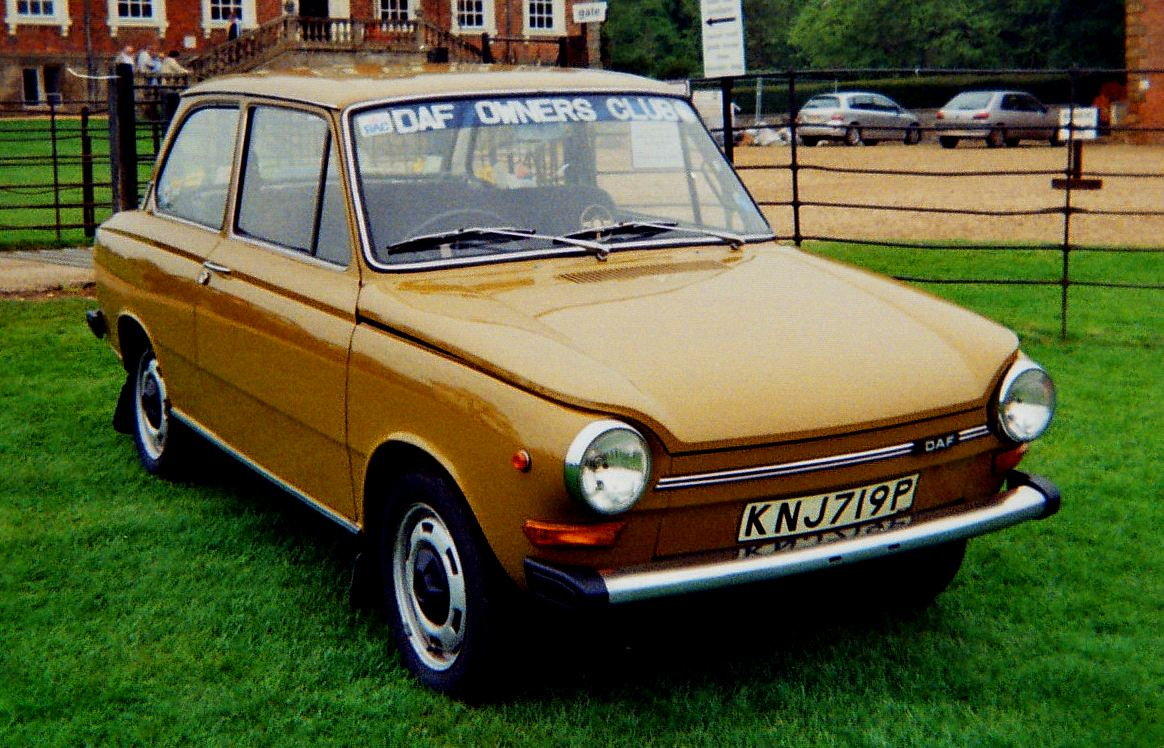
1975 DAF 44
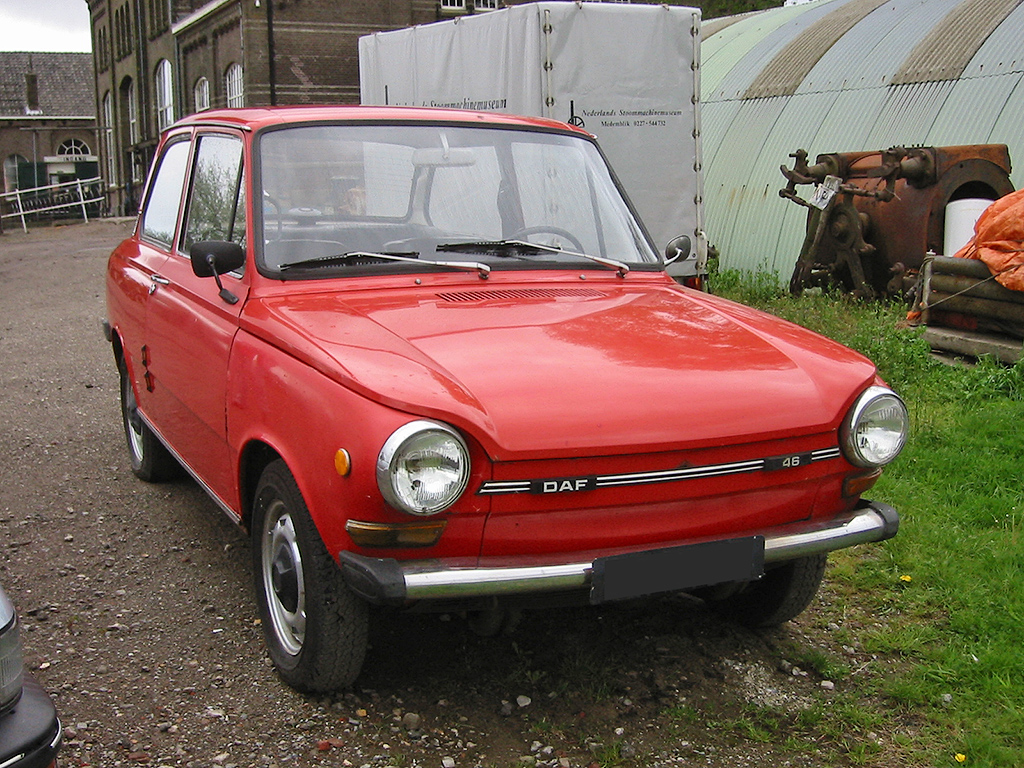
DAF 46
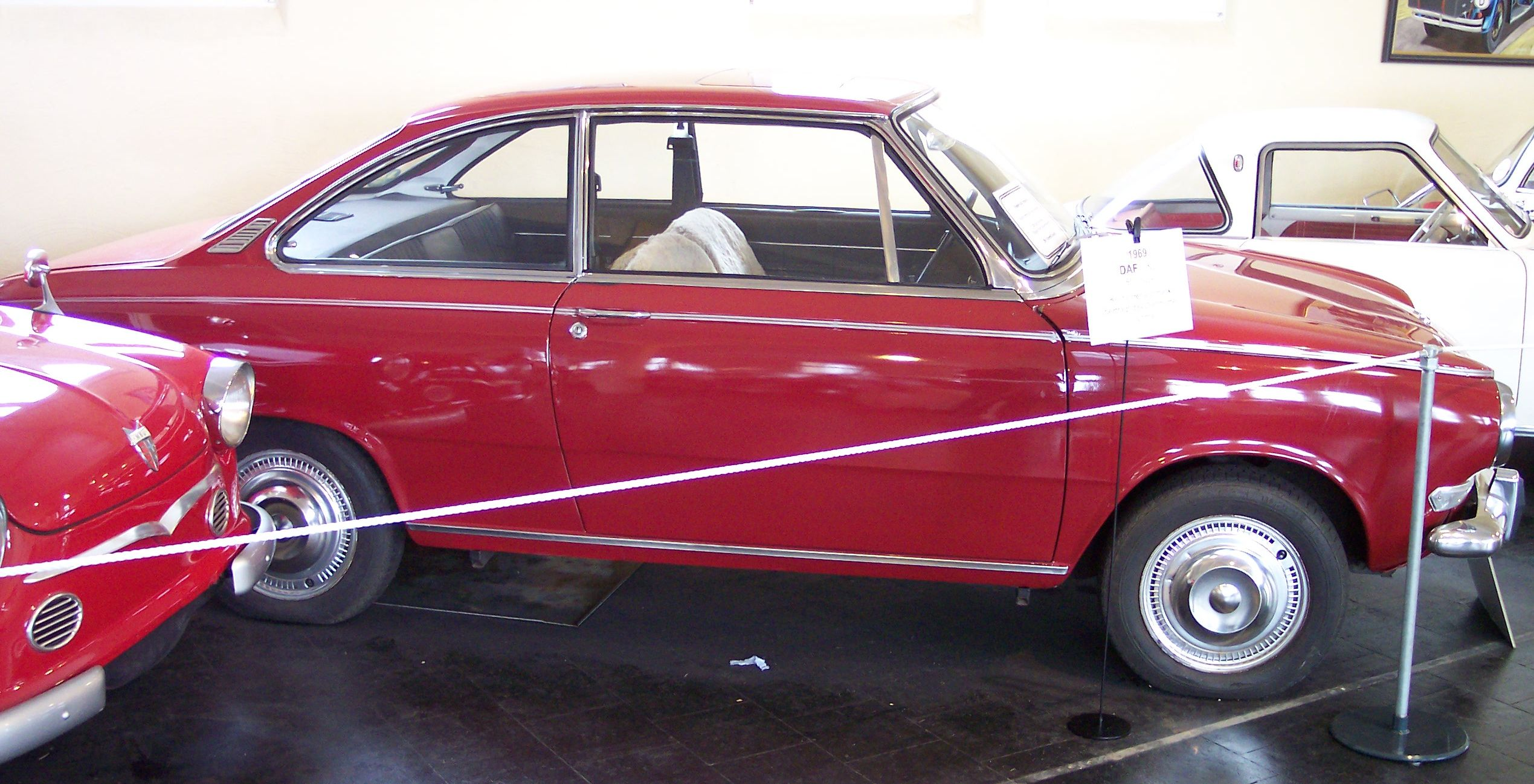
DAF 55
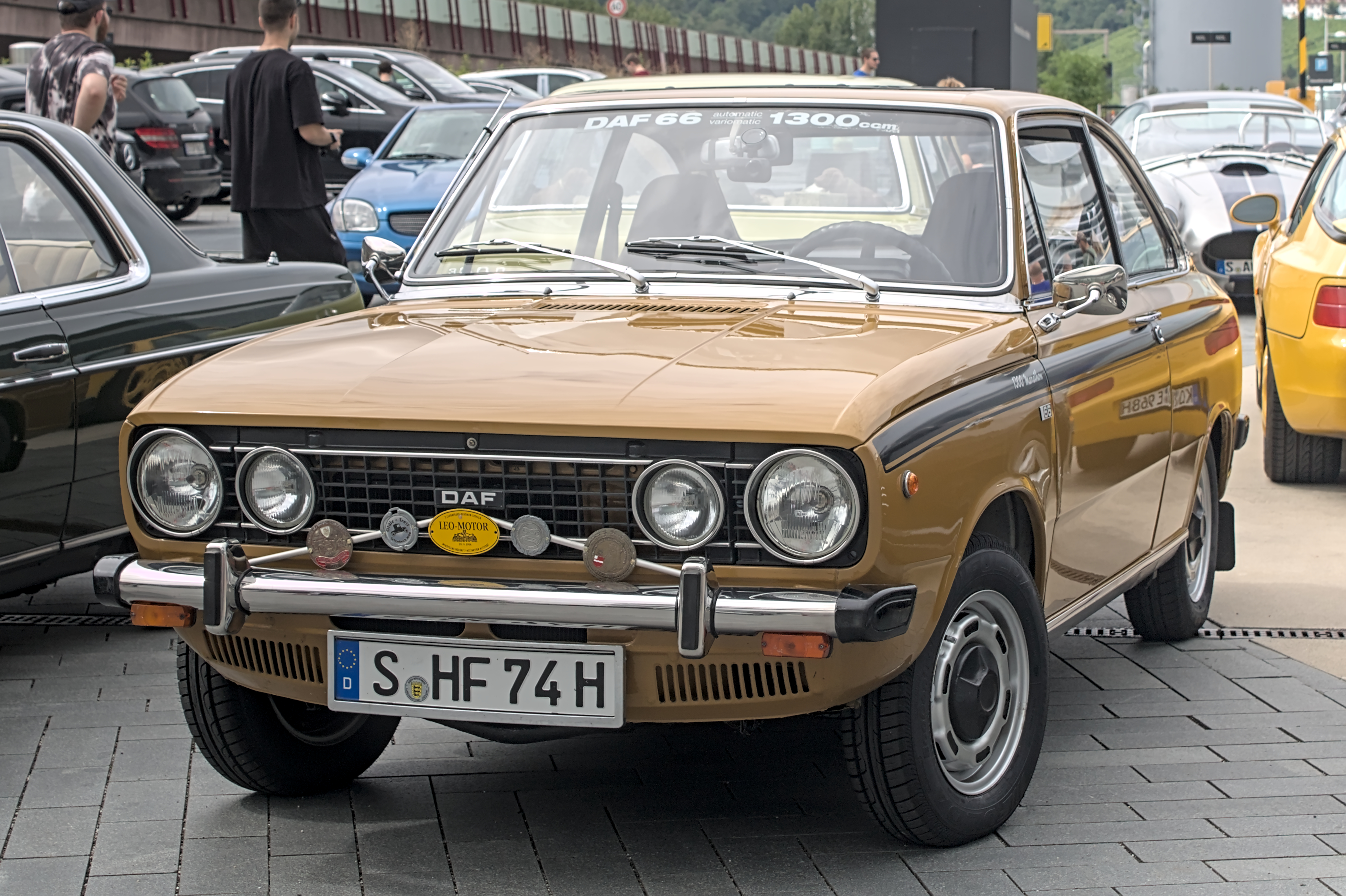
DAF 66 Marathon

### Produktionszeitraum und -volumen
| Modell               | Baujahre  | gefertigte Fahrzeuge | Anmerkung                                                 |
| -------------------- | --------- | -------------------- | --------------------------------------------------------- |
| DAF 600              | 1959–1963 | 30.591               |                                                           |
| DAF 750              | 1961–1963 | 16.767               |                                                           |
| DAF 30               | 1961–1963 | 23.045               | genannt „Daffodil“                                        |
| DAF 31               | 1963–1965 | 56.200               | genannt „Daffodil“                                        |
| DAF 32               | 1965–1967 | 53.674               | genannt „Daffodil“                                        |
| DAF 44               | 1966–1974 | 167.902              |                                                           |
| DAF 33               | 1967–1974 | 131.621              |                                                           |
| DAF 55               | 1968–1972 | 153.263              |                                                           |
| DAF 55 Marathon      | 1971/1972 | 10.967               |                                                           |
| DAF 66               | 1972–1975 | 101.967              | ab 1976 als Volvo 66 weiterproduziert                     |
| DAF 66 Marathon      | 1972/1973 | 14.382               |                                                           |
| DAF 66 Marathon 1300 | 1973–1975 | 23.074               |                                                           |
| DAF 66 YA            | 1974/1975 | 1.201                | Militärfahrzeug                                           |
| DAF 46               | 1974–1976 | 32.353               | noch ein Jahr nach Übernahme durch Volvo als DAF verkauft |

## Patent-Informationen
Von Hubertus („Hub“) Josephus van Doorne und dem Unternehmen DAF wurden etliche Erfindungen mit Patenten angemeldet. Nachfolgend eine unvollständige Übersicht:
- Patent  GB451615A: Brake mechanism for motor and other vehicles. Angemeldet am 19. März 1935, veröffentlicht am 10. August 1936, Erfinder: Hubertus Josephus van Doorne (NL).‌
- Patent  DE664919C: Kupplungsvorrichtung für Anhänger von Sattelschleppern. Angemeldet am 29. Dezember 1935, veröffentlicht am 9. September 1938, Erfinder: Hubertus Josephus van Doorne (NL).‌
- Patent  CH261251A: Fahrzeug, insbesondere Sattelschlepperanhänger, mit vier Hinterrädern. Angemeldet am 9. Oktober 1947, veröffentlicht am 30. April 1949, Erfinder: Hubertus Josephus van Doorne (NL).‌
- Patent  US3720113A: FLEXIBLE CONTINUOUS POWER TRANSMISSION MEANS. Angemeldet am 6. April 1971, veröffentlicht am 13. März 1973, Erfinder: Hubertus Josephus van Doorne, Hemmo Hermannus Johannes Ludoph Heeze (NL) (Patent zur Variomatic).‌

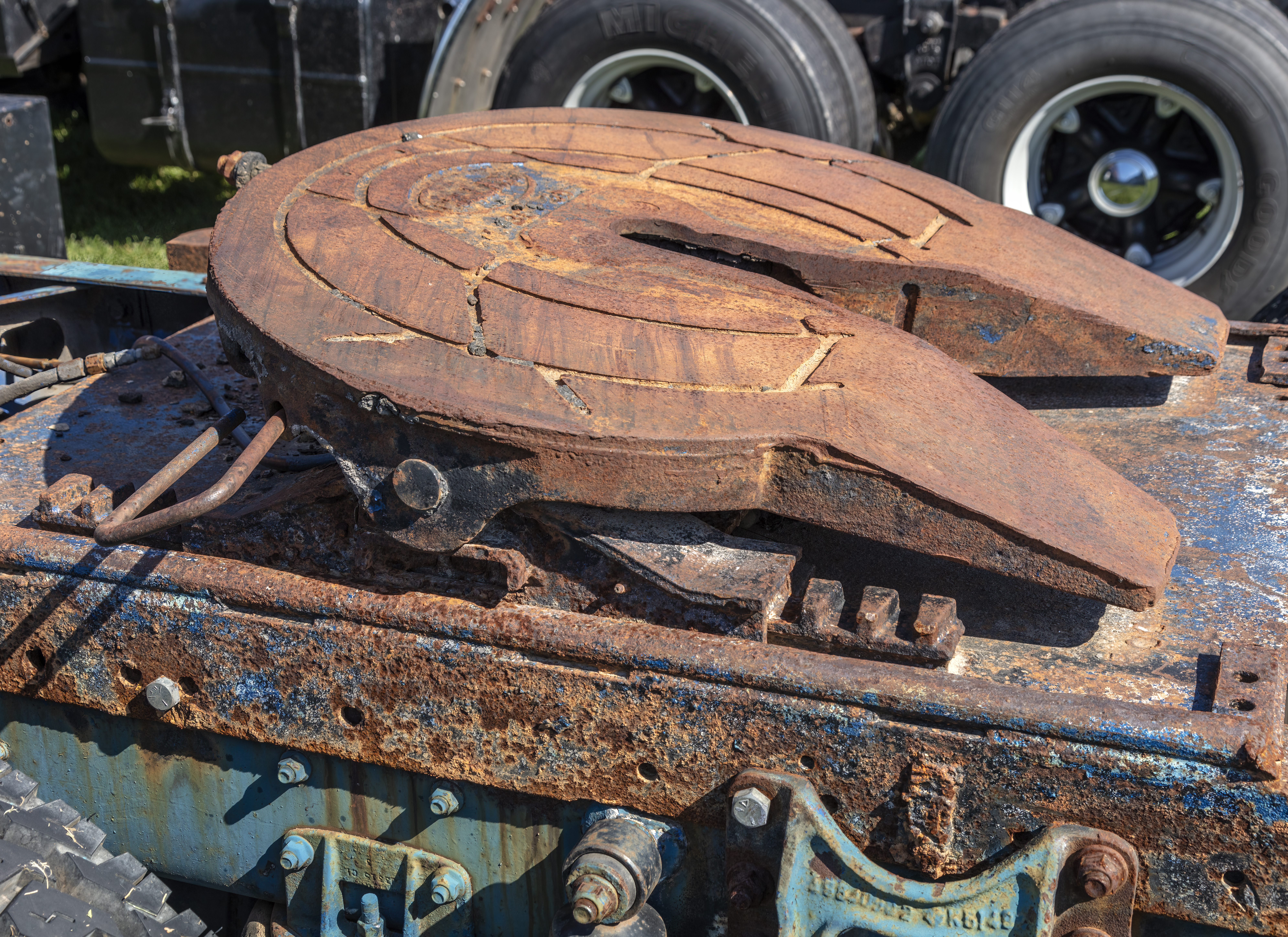
Patent DE664919C: Kupplungsvorrichtung für Anhänger von Sattelschleppern
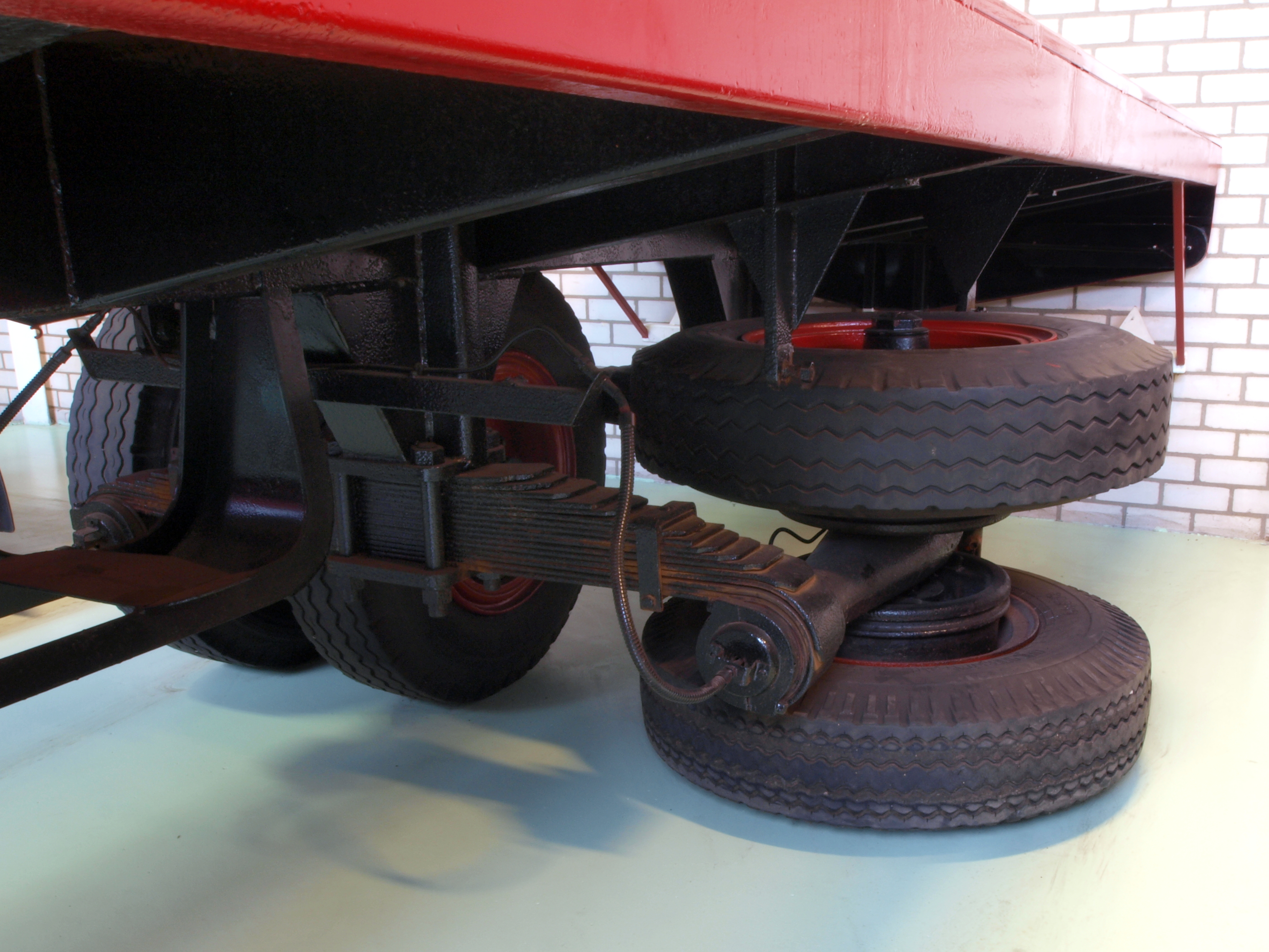
Patent CH261251A: Fahrzeug mit vier Hinterrädern, DAF Sattelauflieger von 1951.
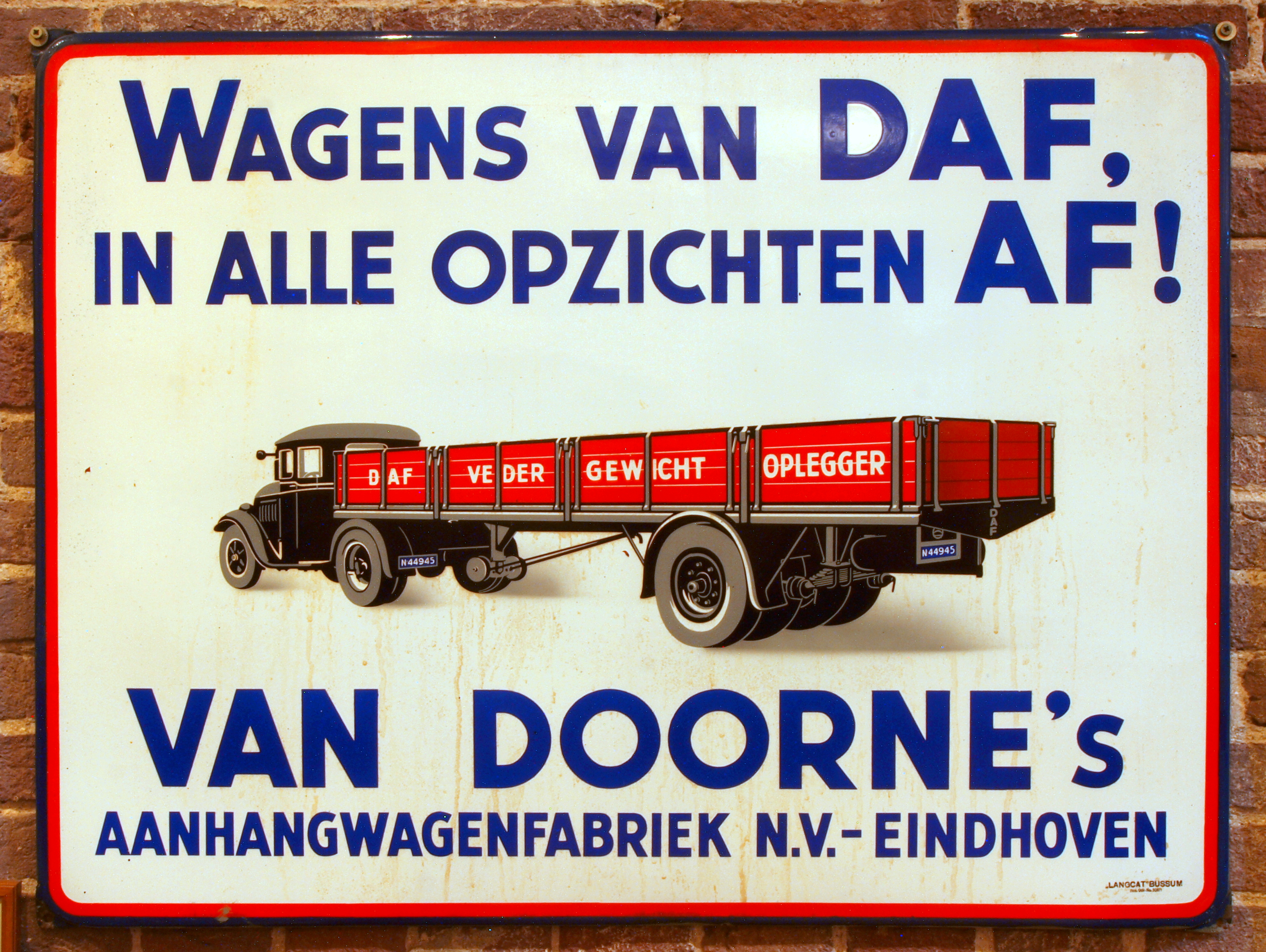
Lkw mit patentiertem DAF Sattelauflieger.